# تاکاهیرو کو
تاکاهیرو کو (انگلیسی: Takahiro Ko؛ زادهٔ ۲۰ آوریل ۱۹۹۸) بازیکن فوتبال اهل ژاپن است.
از باشگاه‌هایی که در آن بازی کرده‌است می‌توان به باشگاه فوتبال گامبا اوساکا اشاره کرد.